# Bena intersectana
Bena intersectana är en fjärilsart som beskrevs av Costni. Bena intersectana ingår i släktet Bena och familjen trågspinnare. Inga underarter finns listade i Catalogue of Life.